# Święty Etto

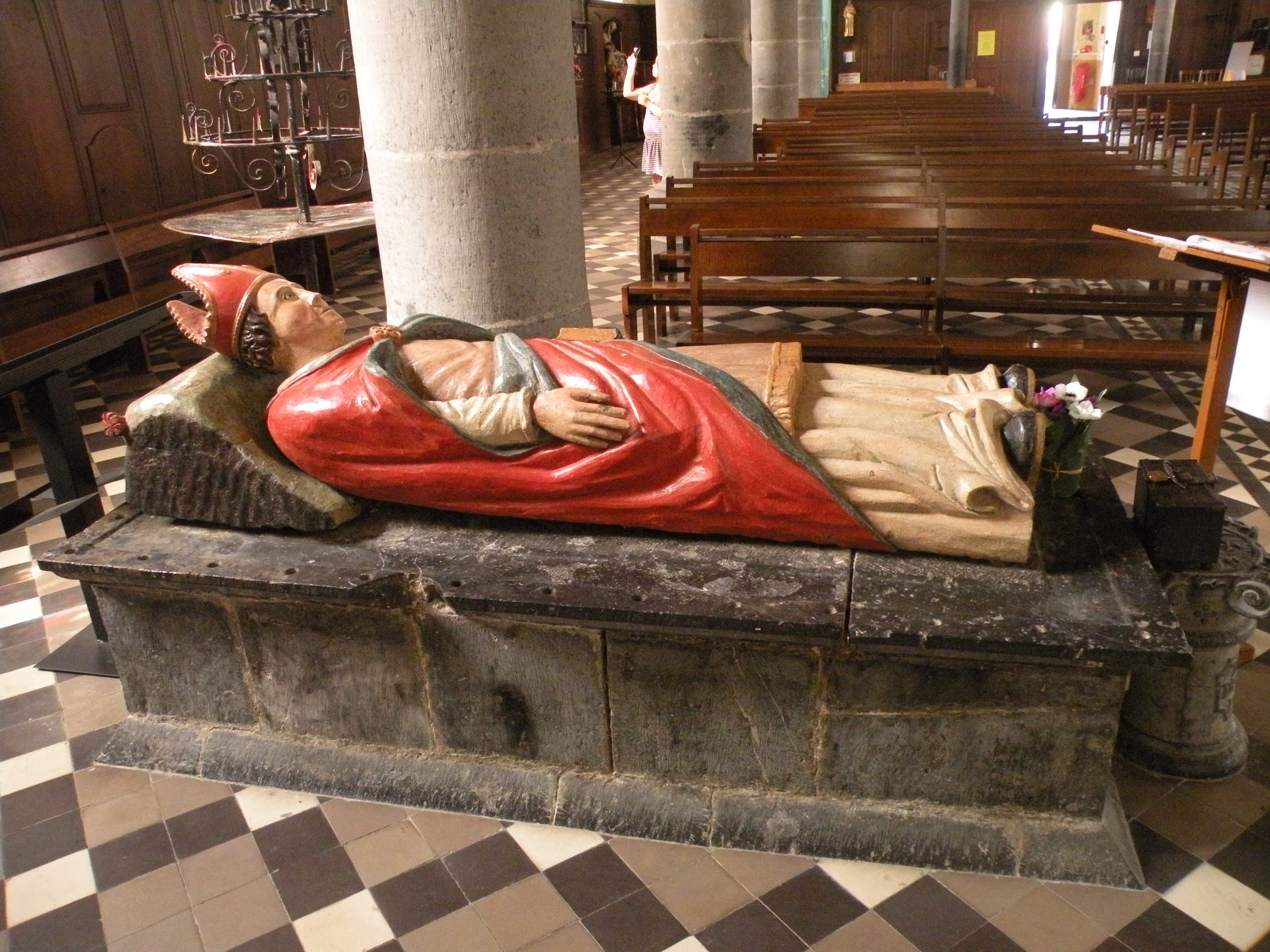

Etto (ur. 590 –  zm. 660) – święty Kościoła rzymskokatolickiego, pochodzący z Irlandii misjonarz, wyświęcony na biskupa przez papieża Marcina I, zm. na terenie dzisiejszej Belgii. Kościół pod wezwaniem św. Ettona znajduje się w Dompierre-sur-Helpe.
W ikonografii święty Etto występuje w otoczeniu bydła jako ten, który miał pomóc w powrocie do zdrowia pasterzowi.